# Aeroportul Lukulu
Aeroportul Lukulu (IATA: LXU, ICAO: FLLK) este un aeroport din Zambia ce deservește zona Lukulu. A fost numit după zona deservită.
Situat la o altitudine de 1.061 m, aeroportul dispune de o singură pistă.